# Clare (circonscription britannique)
Pour les articles homonymes, voir Clare.
Clare est une circonscription électorale du Royaume-Uni de Grande-Bretagne et d'Irlande, de 1801 à 1885. En 1885, elle est scindée en deux circonscriptions East Clare et West Clare.